# Noto (Italië)

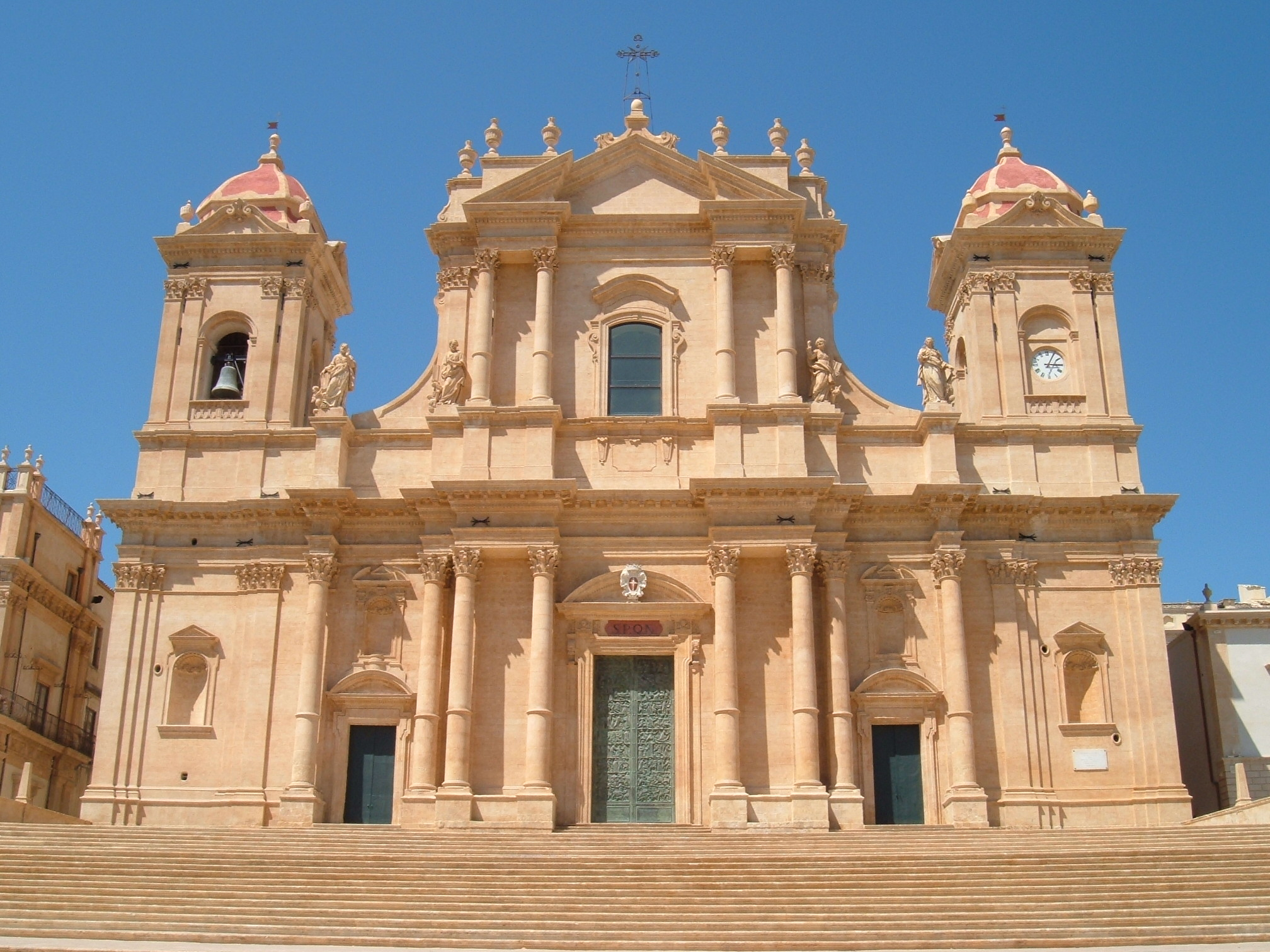
De kathedraal van Noto na restauratie

De stad Noto ligt op het Italiaanse eiland Sicilië in de provincie Syracuse. Noto ligt aan de voet van de ibleïsche bergen, aan de kust ligt Marina di Noto dat ook tot de gemeente behoort. Eind 2015 telde de stad 23.913 inwoners.
De volgende frazioni maken deel uit van de gemeente: Calabernardo
Noto geldt als een van de belangrijkste baroksteden van Italië en staat samen met de andere plaatsen van het Val di Noto op de werelderfgoedlijst van UNESCO. Oorspronkelijk lag de stad enkele kilometers noordwestelijker, maar na de verwoestende aardbeving van 1693 is ze op de huidige plaats herbouwd. Rosario Gagliardi was de architect van het nieuwe Noto.
Typerend voor de laat-barokke gebouwen van Noto is het honingkleurige gesteente. Deze tufsteen is echter kwetsbaar waardoor er veel onderhoud aan de panden vereist is. De gebouwen bevinden zich vooral langs de Corso Vittorio Emanuele en de Corso Cavour, de twee lange en parallel lopende hoofdstraten. Het hart van de stad is het Piazza Municipio waar de kathedraal en het Palazzo Ducezio (stadhuis) staan.
Op 13 maart 1996 stortte een belangrijk deel van de kathedraal van Noto ineen. Middenschip, zijschepen en transept alsmede de koepel lagen van het ene op het andere moment in puin. Doden of gewonden vielen er niet, maar gevreesd werd dat restauratie lange tijd zou vergen, zo die al mogelijk zou zijn.
Verkeerd uitgevoerde restauraties in de jaren 50 van de twintigste eeuw en een aardbeving in 1990 hebben waarschijnlijk bijgedragen aan de bouwvalligheid van deze kerk, die gewijd is aan Maria en aan de H. Nicolaas. De restauratie van de kathedraal is in de zomer van 2007 voltooid en op 18 juni 2007 werd het gebouw weer heropend.

## Bezienswaardigheden

### Religieuze architectuur
- Cattedrale di San Nicolò
- Chiesa di San Domenico
- Chiesa di San Carlo al Corso
- Chiesa di Santa Chiara
- Monastero e Basilica del Santissimo Salvatore
- Chiesa di Montevergine (di San Girolamo)
- Chiesa di Santa Maria del Carmine

### Burgerlijke architectuur
- Palazzo Nicolaci Villadorata
- Palazzo Ducezio (doet dienst als stadhuis)
- Palazzo Trigona di Cannicarao
- Palazzo Astuto di Fargione
- Teatro Tina Di Lorenzo (midden 19e eeuw)
- Porta Reale of Porta Ferdinandea (neoklassiek, 1838), toegangspoort tot de stad
- Noto Antica

## Afbeeldingen

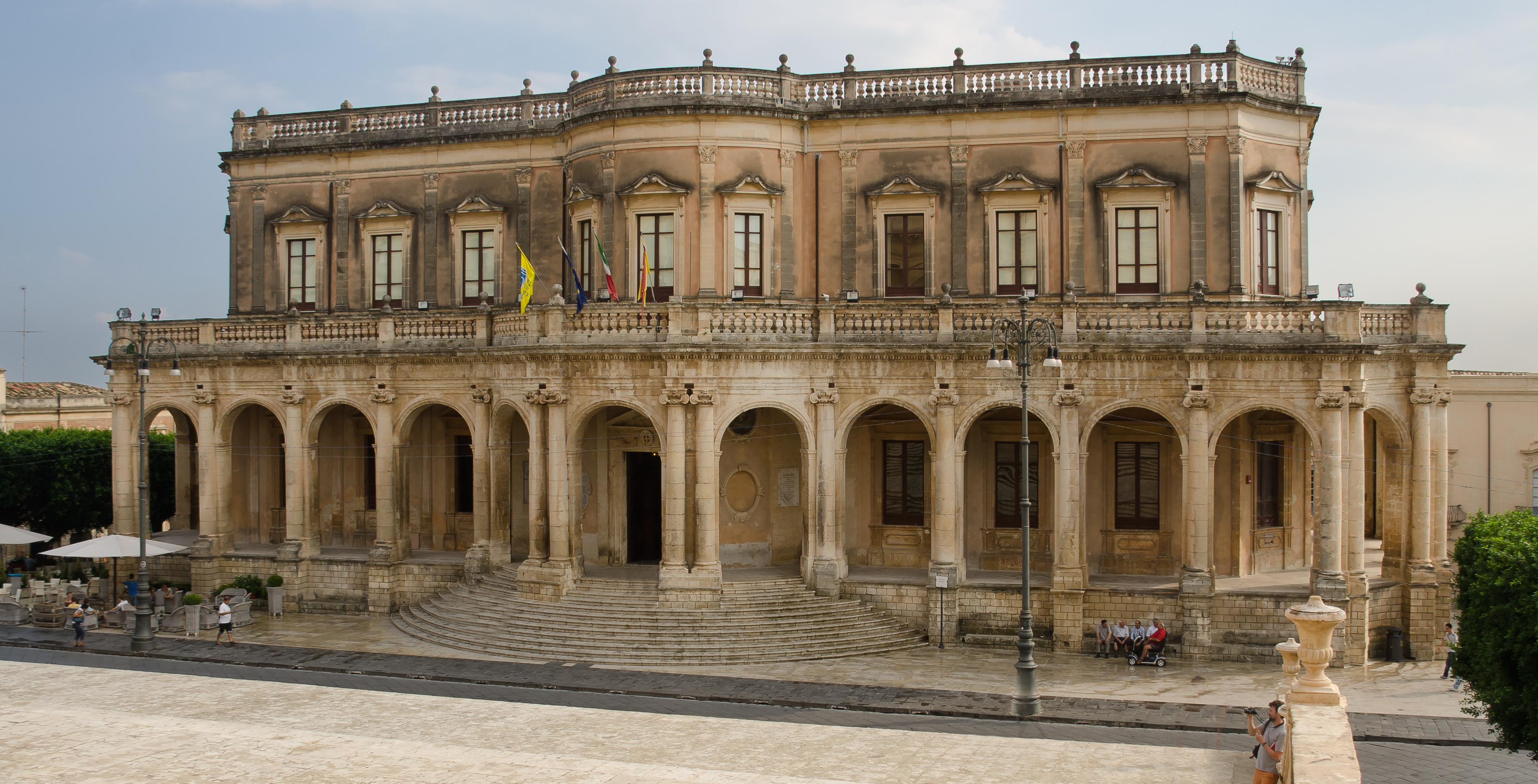
Stadhuis
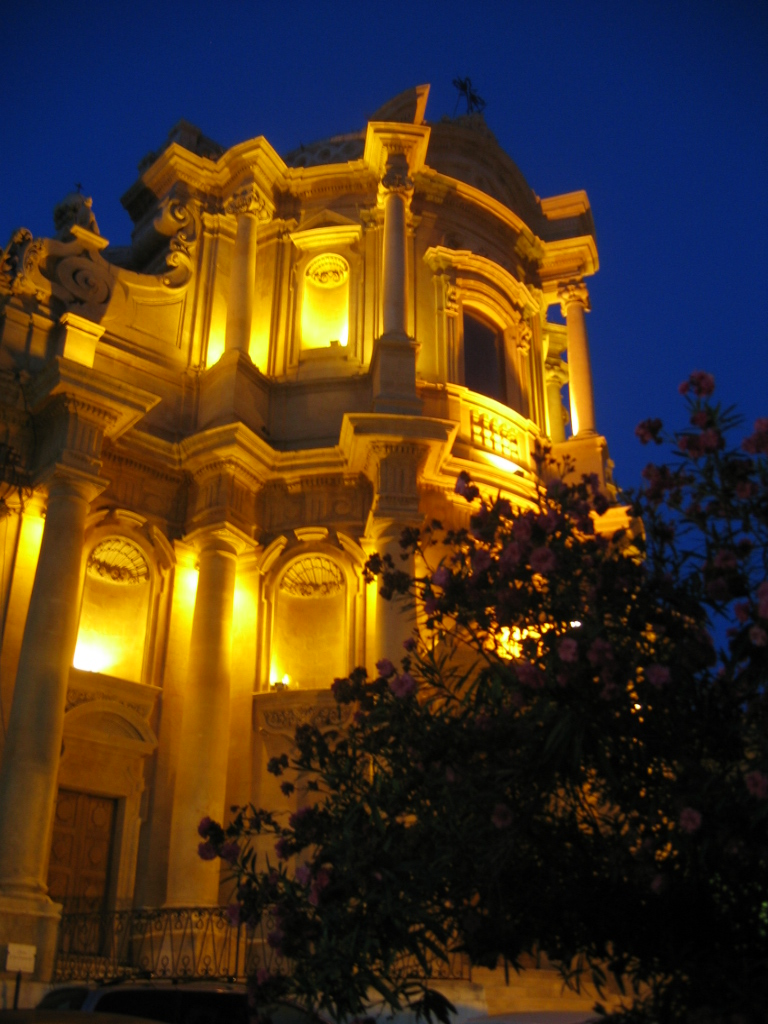
San Domenico
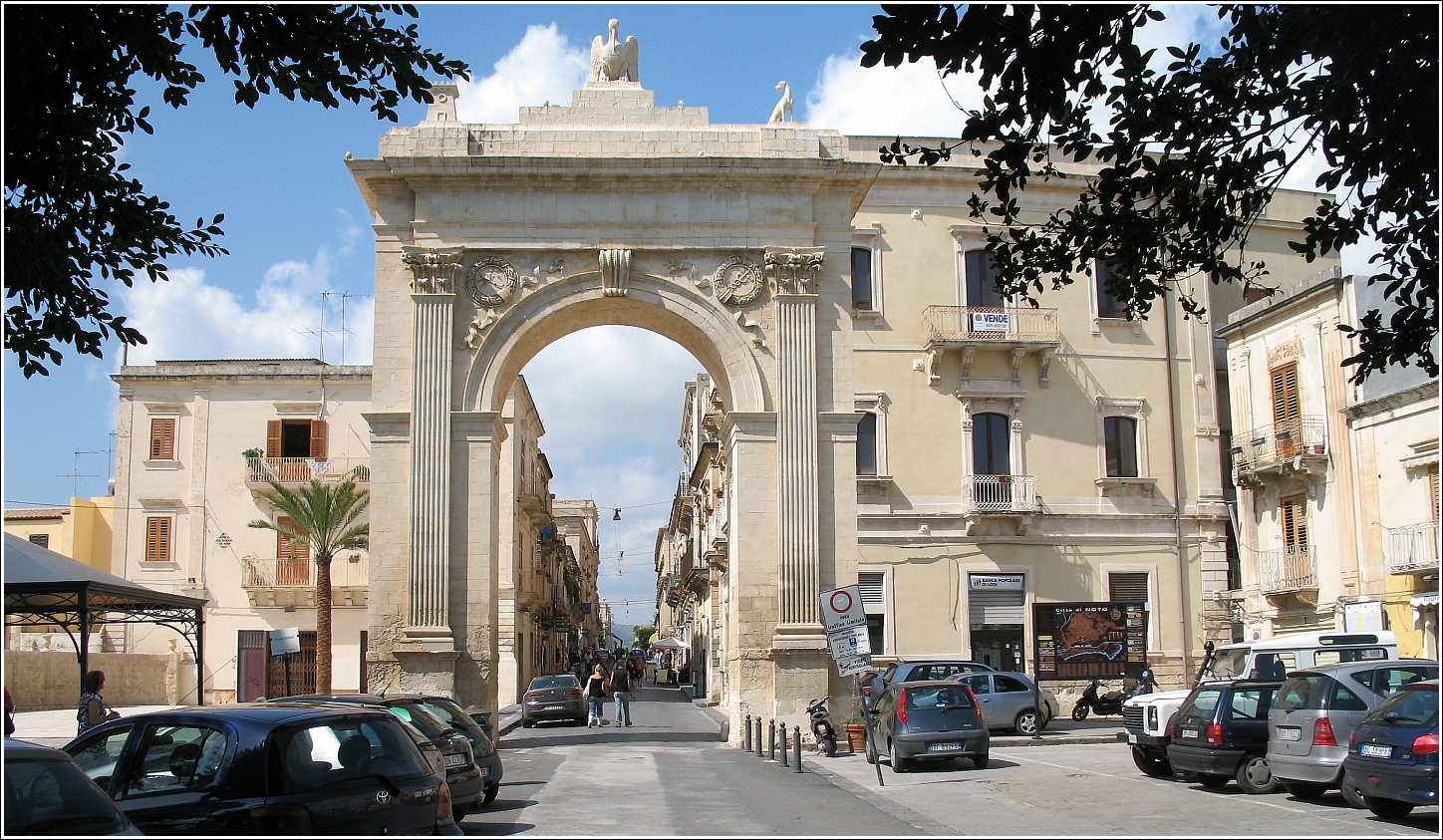
Porta Reale

## Geboren in Noto
- Rocco Pirri (15771651), kanunnik, inquisiteur, koninklijk geschiedschrijver
- Vincenzo Sinatra (1720-1765), architect (Siciliaanse barok)
- Francesco Paolo Labisi (1720-1798), architect (Siciliaanse barok)
- Vincenzo Trigona (1829-1912), markies, volksvertegenwoordiger
- Mariannina Ciccone (1891-1965), hoogleraar aan de universiteit van Pisa